# نروی (کارولینای جنوبی)
نروی(به انگلیسی: Norway) شهری در ایالت کارولینای جنوبی کشور ایالات متحده آمریکا است که جمعیت آن در سرشماری سال ۲۰۱۰ میلادی، ۳۳۷ نفر بوده‌است.